# Schack Carl Rantzau
Schack Carl rigsgreve (von) Rantzau (også ofte kaldet Carl Schack Rantzau-Ascheberg) (11. marts 1717 på godset Ascheberg i Holsten – 21. januar 1789 i Menerbes, Sydfrankrig) var en holstensk født dansk officer og statsmand.

## Barndom og ungdom
Schack var en søn af rigsgreve Hans Rantzau til Ascheberg (død 1769). Om Rantzaus barndom og ungdom er påfaldende lidt bekendt. Vi hører, at han har levet et udsvævende ungdomsliv, under hvilket han gjorde en stor gæld. Faderen, der ved sine godsreformer har vundet sig et smukt navn, var en excentrisk natur og næppe i stand til at give ham en opdragelse, der kunde lære ham at tøjle sine lidenskaber og det urolige sind, der tidlig trådte frem hos ham. Som livsstilling valgte han den militære, og vi træffer ham først som kaptajn (1735), dernæst som oberst i den danske hær; han var chef for Kronprinsens Regiment fra 1750-56. Uvist af hvilken grund tog han fra den tid ophold i Danzig, hvor han boede i henved 6 år, indtil foråret 1762.

## Diplomatisk rejse til Rusland
Det var netop nu, at det truede med krig imellem Rusland og Danmark-Norge efter Peter 3.s tronbestigelse, og den tanke greb ham at rejse til Rusland for at spille en rolle under de forsøg, der fra flere sider gjordes på at holde den russiske kejser tilbage fra at gribe til våben. Det ser ganske ubegribeligt ud, at han kunne tro på muligheden af at kunne udrette noget, selv om han også personlig kendte mænd iblandt kejserens holstenske omgivelser.
I midten af april 1762 kom han til St. Petersborg, og han blev der indtil slutningen af maj. Den daværende dansk-norske statsafsending i Rusland, grev Gregers Christian Haxthausen, siger, at han optrådte som god patriot, og taler med en vis sympati om ham; han var også så heldig at komme i forbindelse med en mand, som på dette tidspunkt havde stor yndest hos kejseren, Prins Georg af Slesvig-Holsten-Gottorp; men hans rejse slog dog fuldstændig fejl. Det var så langt fra, at han kunne opnå at vinde kejser Peters velvilje, at han blev opfattet som dansk spion. Men ikke nok hermed, det ser også stærkt ud til, at han under dette ophold pådrog sig et levende had fra den senere kejserinde Katharina 2.s side.
Der har været fablet om, at han havde haft del i den sammensværgelse, hvorved hun i juli 1762 styrtede sin ægtefælle fra den russiske trone, men at han ved denne lejlighed havde vist sig troløs og derved pådraget sig hendes forbitrelse. Intet kan være grundløsere end denne historie, som synes blot at være opfundet for at forklare hendes uvilje imod ham. Med større rimelighed kunne man gætte på, at han, der var i St. Petersborg på en tid, da kejser Peter viste hende den største tilsidesættelse, og da det kunne falde i god jord at tale ondt om hende, har været med at bagvaske hende som et middel til at vinde zaren, og at hun har fået det at vide.
Hvorledes det nu end har hængt sammen hermed, var han efter sin forfejlede rejse umulig i St. Petersborg, og i sin forbitrelse herover slog den lidenskabelige mand, der tidligere havde været ivrig for en udsoning imellem den dansk-norske regering og de russiske gottorpere, nu over i at ville bestride det forstandige i at få gjort ende på den gamle strid ved et mageskifte imellem den gottorpske del af Holsten og grevskaberne Oldenborg og Delmenhorst. Han blev overhovedet fra nu af en svoren fjende af Rusland. Der kom snart den tid, da denne opfattelse, der også gjorde ham til en lidenskabelig modstander af J.H.E. Bernstorff, skulle få betydning.

## Venskabsforbindelser i Altona
Ikke længe efter rejsen til Rusland flyttede han nemlig til Altona, og i denne by knyttede han en nøje forbindelse med Johann Friedrich Struensee, der dengang var fysikus der. Rantzau var en vittig og morsom selskabsmand; han kunne fortælle i en drastisk stil, og han, der havde tumlet sig en del i Verden, havde oplevet meget. Soliditet og samvittighedsfuldhed var ham ukendte egenskaber, og med en vis flothed ræsonnerede han over alt imellem himmel og jord.
Undertiden kunde han med sit livlige hoved dømme træffende og sundt; men forceret, som han var, holdt han i det hele af at agere den fordomsfri og kritiserede derfor på det hensynsløseste personer og forhold. Under sine samtaler med sin nye altonaiske ven fandt han en velvillig tilhører i denne, og de, der begge ville være fremskridtsmænd, kunne på mange punkter ypperlig enes.
Samtidig kom Rantzau også i Forbindelse med den begavede general Claude Louis de Saint-Germain, der efter året 1762 spillede så stor en rolle i den danske hærs historie, og dennes alter ego, general Peter Elias von Gähler. Den levende brevveksling, der førtes imellem de 3 sidstnævnte mænd, viser klart, både hvilken kritik af den danske stats Styrelse med dens kollegiale præg der var oppe i denne kreds, og desuden, hvorledes de mente, at en fornuftig styrelse kun kunne opnås ved en kabinetsregering med en stærk tilbagetrængen af Konseil og kollegier.

## Kort ophold i Norge
Det forhold, hvori Rantzau kom til de 2 sidstnævnte mænd, fik imidlertid betydning for hans livsstilling. Da Saint-Germain, efter en tid at have været fjernet fra den øverste ledelse af hærvæsenet, i marts 1767 atter kom i spidsen derfor, sendte han, der i en besynderlig grad tog fejl af Rantzaus evner, denne, der i mellemtiden var optaget i den danske hær og 3. juli 1766 var blevet generalløjtnant, som kommanderende general til Norge (4. april).
Her var han alt andet end på sin plads. Han fandt det ubeskrivelig kedsommeligt at leve der oppe i "dette Fandens Land, hvor der ikke engang var et Træ, der var stærkt nok til, at han kunde hænge sig der med sin store Krop", og han fornærmede folk ved sit anmassende væsen. Heldigvis var hans tid der snart omme. Da de russiske diplomater i København, deriblandt hans dødsfjende Caspar von Saldern, i slutningen af 1767 fik Saint-Germain styrtet, gik det også ud over Rantzau, der ikke alene i december blev fjernet fra sin plads i Christiania, men også fik ordre til umiddelbart at begive sig til Holsten og blive der. Da han forlod Christiania, blev der kastet sten efter ham. Skønt han i det mindste tilsyneladende var faldet i unåde, ser det dog ud til, at han har haft nogen indflydelse på, at Struensee kom til at følge med kongen på udenlandsrejsen 1768.
I det følgende år døde Rantzaus fader, og han arvede det store gods Ascheberg; men hans formueomstændigheder var alt for slette i forvejen, til at han kunne komme på fode igen; han var og blev en forgældet mand. Intet lå ham også fjernere end at leve et sparsommeligt liv, passende sit gods. Hans hu stod til at spille en stor rolle som statsmand og gennemføre de tanker, som han holdt af at drøfte med sine politiske venner.

## Under Struensees styre
Efterhånden som Struensees indflydelse blev større og større ved hoffet, satte Rantzau sit håb til, at han, "den tavse", som han kaldte ham i sine breve, skulle bevirke hans tilbagekaldelse. At det i så tilfælde ville blive ham, ikke Struensee, der ville blive nr. 1, tvivlede han ikke om. I virkeligheden var Struensee villig til at virke for, at han kom tilbage. Da hans tanker i året 1770 udviklede sig til, at han ville have Bernstorff af vejen for selv at komme til vejrs, må han have troet, at Rantzau kunne være ham en støtte dertil hos kongen, og under hoffets ophold i Holsten i sommeren 1770 fik han ham kaldt tilbage til dette.
At Bernstorff ikke rolig ville se derpå, vidste de. Rantzaus antirussiske sind og kejserinde Katharines had imod ham var så vel kendte, at Bernstorff, der af al magt vågede over, at intet skulle hindre, at den provisoriske mageskiftetraktat af 1767 kunne blive gjort definitiv, umulig kunne tåle, at Rantzaus tilbagekaldelse kom til at fremkalde tvivl i Rusland om Danmarks politiske pålidelighed. Han kendte alt for godt kejserindens forfængelige pirrelighed til ikke at vide, at hun ville opfatte det som en personlig fornærmelse, hvis Rantzau atter fik indflydelse i København. Han gjorde derfor alt, hvad han kunne, for at spærre Rantzau vejen; men hans veltalende forestillinger hos kongen var en røst i ørkenen.
Selv om den ydre stilling, Rantzau straks fik, ikke var særdeles glimrende, i det han kun blev 3. deputeret i Generalitets- og Kommissariatskollegiet (24. juli 1770), var det, at han blev taget til nåde igen, tilstrækkeligt til at betegne, at en ny bane skulle betrædes, og det var da også indledningen til Bernstorffs fald 15. september 1770.
Samme dag, dette skete, fik Rantzau sæde i Konseillet, der kom til at tælle 8 medlemmer. Men hans virksomhed i dette af ham selv tidligere dødsdømte kollegium indskrænkedes til, at han ligesom de andre medlemmer kom til at afgive votum om det dem af Struensee fra Kabinettet stillede spørgsmål, hvorledes et Konseil burde ordnes i en monarkisk stat. Hans udtalelser ved denne lejlighed er det interessanteste aktstykke, man har fra hans hånd. Han vilde nemlig have det ældre konseil afløst af en rådgivende forsamling, sammensat af kollegiernes deputerede, biskopperne, medlemmer af Højesteret og stiftamtmændene.
Hvad han her udtalte, blev imidlertid uden betydning, Konseillet blev afskaffet i december, uden at noget andet blev stillet i stedet. I det mindste er det vanskeligt at kalde det en afløsning af dets virksomhed, når der 28. december 1770 blev oprettet en såkaldt Gehejmekonferens, der skulde udtale sig om statens finansielle stilling, og hvori også Rantzau fik sæde. Hvad han som medlem af den foreslog for at hjælpe statens finanser på fode, kan kun kaldes ligefrem barnagtigt.
Overhovedet viste det sig nu som tidligere, at virkelig dygtighed havde Rantzau ikke på noget punkt- han var overfladisk og letsindig i sine ræsonnementer og uden nogen som helst arbejdsevne. Hvis Struensee nogen sinde havde haft høje tanker om hans statsmandsbegavelse, måtte han snart komme bort derfra; men samtidig førte hans lyst til at være den eneherskende ham til, så snart han havde fået Konseillet af vejen, at trænge Rantzau tilbage fra at få noget virkeligt at sige. Rantzau, der var lige så forfængelig og magtlysten, som det fattedes ham på evne til at gennemføre noget alvorligt, så snart med stedse stigende ærgrelse, i hvilken grad han havde taget fejl, når han havde troet, at han kunne bruge Struensee som redskab til at komme til vejrs.
Forbitrelsen steg end mere, da Struensee 15. juli 1771 tiltog sig Gehejmekabinetsministerens almægtige stilling, og da denne oven i købet i efteråret 1771 nægtede at gøre undtagelse fra lovens vej for at hjælpe ham imod påtrængende kreditorer, var målet fuldt. Da var det, at Rantzau sammen med Magnus Bering Beringskjold lagde planen til den sammensværgelse imod Struensee, der førte til kuppet 17. januar 1772. Men for øvrigt møder man atter ved denne lejlighed det upålidelige ved hans karakter og en vis fejhed til at handle i det afgørende øjeblik. Stærke vidnesbyrd taler for, at han, da det kom til stykket, var tilbøjelig til at svigte sine medsammensvorne og forråde planen, og det skyldtes kun oberst Køllers resoluthed, da han lod Rantzau hente med en bærestol, at Rantzau kom til at spille en vigtig rolle under Begivenhederne om natten 16. – 17. januar Hans hovedbedrift var fængslingen af Caroline Mathilde, ved hvilken lejlighed han viste ualmindelig uforskammethed.

## Efter Struensee
Den almindelige jubel, som Struensees og dronningens fald vakte, kom også Rantzau til gode, der såre ufortjent blev fejret som en helt, og ved siden deraf overvældedes han med æresbevisninger og andre belønninger. Han blev general i infanteriet, foruden at han fik sæde i det Gehejmestatsråd, der nu blev dannet. Men til held for land og rige var hans rolle udspillet hermed. Så, snart det ikke gjaldt om at spille rænker eller sige flotte vittigheder, viste hans mangel på dygtighed sig straks, og dertil kom, at de mænd, der kom til roret tillige med ham, i virkeligheden afskyede og ringeagtede ham for den rolle, han havde spillet. Da nu oven i købet kejserinde Katharine, til hvis velvilje regeringen af al magt bejlede, ikke ville have med den at gøre, så længe den hende forhadte Rantzau havde sæde i den, var hans dage snart talte som statsmand.
9. juli 1772 blev han afskediget fra sine embeder, om end med en, man fristes til at sige uanstændig høj, efterlønning, nemlig 8000 rigsdaler.
Rantzau var i maj 1748 blevet gift med Catharina Rantzau til Oppendorf. Hun skildres som en ædel kvinde; men dette afholdt ham ikke fra at fortsætte det udsvævende liv, han havde ført i sine unge dage, og da han straks efter sin afskedigelse forlod landet, tog han en elskerinde med sig. Efter sin bortrejse levede han i Sydfrankrig, hvor han først opholdt sig i Caderousse og derefter flyttede til til Ménerbes i et palæ udlånt af prinsesse Tingry. Mens man ellers kun har lidet godt at fortælle om Rantzau, efterlod han der nede et minde om sig som en elskværdig og åndfuld mand. I ægteskabet fik Catharina et barn, der døde som spæd, og hun døde selv i 1792. Rantzau selv døde i januar 1789, et halvt år før den franske revolution. Som protestant kunne han ikke blive begravet på den katolske kirkegård, så han blev sted til hvile i haven til fæstningsborgen i Ménerbes. Borgen er i dag privatejet, men Rantzaus gravmonument er der stadig.
Han var Ridder af Dannebrog og Ridder af Elefantordenen.
Der kendes ikke noget portræt af Rantzau-Ascheberg, men historikeren H.R. Hiort-Lorenzen hævdede at der fandtes et på godset Caderousse. Kunsthistorikeren Otto Andrup tog i 1927 til området for at købe maleriet, men det lykkedes ham ikke at opspore portrættet. Han besøgte Rantzau-Aschebergs gravmonument, og fandt det misligholdt og selve boligen omdannet til lagerrum. Han skrev en kronik i Politiken om sin frugtesløse eftersøgning. Tilsyneladende er der senere fundet et portræt, der pryder forsiden på en historisk roman om greven, udgivet 2009.